# Quercus yongchunana
{{#ifeq:0|0|{{#if:|{{#if:Quercusyongchunana|[[]}}|}}}}
Quercus yongchunana — вид рослин з родини букових (Fagaceae), поширений у південно-центральному Китаї.

## Середовище проживання
Поширений у південно-центральному Китаї.